# Der Fall der Gerti B.
Der Fall der Gerti B. ist eine österreichische Filmkomödie der ORF-Fernsehfilmreihe Stadtkomödie aus dem Jahr 2019 von Sascha Bigler mit Susi Stach, Karl Fischer und Cornelius Obonya. Das Drehbuch von Sascha Bigler und Axel Götz basiert auf einer Idee von Sascha Kato und Ervin Tahirovic. Im ORF wurde der Film am 25. November 2019 erstmals gezeigt. Die Premiere auf 3sat erfolgte am 22. Mai 2022. Der Film wurde mit der Serie Die Fälle der Gerti B. (2024) fortgesetzt.

## Handlung
Im Mittelpunkt der Handlung stehen die drei ehemaligen Freunde Gerti Bruckner, Franz Aigner und Jonas Lipansky aus dem 21. Wiener Gemeindebezirk Floridsdorf, die sich im Laufe der Jahre aus den Augen verloren hatten und nach vierzig Jahren zufällig wieder aufeinander treffen.
Gerti Bruckner ist zwischenzeitlich seit 32 Jahren mit Herbert verheiratet. Sie wurde Kriminalpolizistin und setzt sich sehr für ihren Beruf ein, was ihr jedoch kaum gedankt wird. Ihr wird die junge  Heidi Mai vorgesetzt, die meint alles besser zu wissen. Franz Aigner sollte ursprünglich das Bestattungsunternehmen seines Vaters übernehmen, wurde dann aber Betreiber einer Diskothek und später einer Reihe von Bordellen. Er hat seine beste Zeit ebenfalls hinter sich, von seinen Lokalen ist nur mehr eines über. Jonas Lipansky ist offiziell Uhrmacher, tatsächlich aber als Auftragskiller tätig. Er wird von seiner Auftraggeberin unter Druck gesetzt, nachdem er seinen alten Freund Franz liquidieren soll, Jonas aber zögert.
In Rückblicken werden die drei Protagonisten im Alter von sechzehn Jahren gezeigt, im Jahr 1978 am Tag des Fußballländerspiels zwischen der deutschen und der österreichischen Nationalmannschaft im Rahmen der Fußball-Weltmeisterschaft 1978 in Córdoba.
Die Leiche der Prostituierten Chanelle, die im Lokal von Franz als Domina gearbeitet hatte, wird zufällig bei einem Begräbnis entdeckt, als einer der Sargträger stolpert, sich der Sargdeckel öffnet und darin zwei Leichen zum Vorschein kommen, anstatt nur einer. Gerti ermittelt in diesem Fall, was sie zu Franz führt, der wiederum von Jonas observiert wird.
Die Auftraggeberin von Jonas wird langsam unruhig, nachdem er Franz noch immer nicht liquidiert hat und setzt ihre eigenen Leute nunmehr auf die drei Freunde Franz, Gerti und Jonas an. Jonas liquidiert die beiden Killer seiner Auftraggeberin in der Villa von Franz. Anschließend erzählt Franz Jonas, wie Chanelle ums Leben kam: Nach der Lesung von Christiane Hörbiger im Nachtklub von Franz vermisst sie Loriot, einen ihrer beiden Möpse. Hörbiger erwischt Chanelle dabei, wie sie den beiden Hunden Schokolade füttert. Es kommt daraufhin zum Streit zwischen Frau Hörbiger und Chanelle, dabei schlägt Chanelle mit dem Hinterkopf auf und kommt ums Leben.
Jonas’ Auftraggeberin versucht in der Folge Gerti als Mitwisserin umzubringen. In ihrer Wohnung in einem Hochhaus lehnt sich Gerti aus dem Fenster, dabei löst sich die Verankerung des Geländers. Gerti stürzt über mehrere Stockwerke ab und fällt dabei genau auf Jonas’ Auftraggeberin, die dabei stirbt. Gerti überlebt den Sturz und wird von Jonas und Franz gepflegt.

## Produktion und Hintergrund
Die Dreharbeiten fanden vom 7. Mai bis zum 5. Juni 2019 in Wien statt. Drehort war unter anderem der Nachtclub Maxim auf der Wiener Kärntner Straße. Produziert wurde der Film von Lotus Film, beteiligt war der Österreichische Rundfunk. Für den Ton zeichnete Dietmar Zuson verantwortlich, Casting Director war Eva Roth und Production Design Katrin Huber/Gerhard Dohr.
Nach Herrgott für Anfänger (2017) ist dies eine weitere Stadtkomödie aus Wien und die zweite, für die Regisseur und Drehbuchautor Sascha Bigler verantwortlich zeichnete. Dessen Mutter Christiane Hörbiger hat darin einen Gastauftritt, sie las vor der Kulisse des Bordellclubs in der Wiener Innenstadt aus dem Tagebuch der Josefine Mutzenbacher.

## Rezeption
Die Erstausstrahlung im ORF am 25. November 2019 wurde von bis zu 621.000 und durchschnittlich 576.000 Sehern verfolgt, der Marktanteil lag bei 18 Prozent bzw. bei 20 Prozent bei den 12- bis 49-Jährigen.